# Brachystephanus sudanicus
Brachystephanus sudanicus är en akantusväxtart som först beskrevs av Ib Friis och Vollesen, och fick sitt nu gällande namn av Champl.. Brachystephanus sudanicus ingår i släktet Brachystephanus och familjen akantusväxter. Inga underarter finns listade i Catalogue of Life.